# Fresnes-au-Mont
Fresnes-au-Mont és un municipi francès situat al departament del Mosa i a la regió del Gran Est. L'any 2007 tenia 137 habitants.

## Demografia

### Població
El 2007 la població de fet de Fresnes-au-Mont era de 137 persones. Hi havia 57 famílies, de les quals 15 eren unipersonals (15 dones vivint soles i 15 dones vivint soles), 19 parelles sense fills i 23 parelles amb fills.
La població ha evolucionat segons el següent gràfic:
Habitants censats

### Habitatges
El 2007 hi havia 71 habitatges, 55 eren l'habitatge principal de la família, 12 eren segones residències i 4 estaven desocupats. Tots els 71 habitatges eren cases. Dels 55 habitatges principals, 53 estaven ocupats pels seus propietaris, 2 estaven llogats i ocupats pels llogaters i 1 estava cedit a títol gratuït; 1 tenia una cambra, 3 en tenien tres, 12 en tenien quatre i 39 en tenien cinc o més. 47 habitatges disposaven pel capbaix d'una plaça de pàrquing. A 18 habitatges hi havia un automòbil i a 32 n'hi havia dos o més.

## Economia
El 2007 la població en edat de treballar era de 89 persones, 66 eren actives i 23 eren inactives. De les 66 persones actives 62 estaven ocupades (30 homes i 32 dones) i 4 estaven aturades (4 homes). De les 23 persones inactives 13 estaven jubilades, 4 estaven estudiant i 6 estaven classificades com a «altres inactius».

### Ingressos
El 2009 a Fresnes-au-Mont hi havia 57 unitats fiscals que integraven 150 persones, la mediana anual d'ingressos fiscals per persona era de 19.978 €.

### Activitats econòmiques
Dels 2 establiments que hi havia el 2007, 1 era d'una empresa de construcció i 1 d'una empresa de serveis.
L'únic servei als particulars que hi havia el 2009 era un electricista.

## Poblacions més properes
El següent diagrama mostra les poblacions més properes.